# Stanisław Potocki (wojewoda poznański)
Stanisław Potocki herbu Pilawa (ur. 1698, zm. 8 lutego 1760) – wojewoda poznański w 1756, wojewoda kijowski w 1744, wojewoda smoleński w 1735, strażnik wielki litewski w 1728 roku, starosta halicki w latach 1717–1733, i leżajski w 1732, starosta śniatyński w 1719, starosta kołomyjski w 1733 roku.
Syn Józefa, hetmana wielkiego koronnego i jego pierwszej żony Wiktorii Leszczyńskiej, ojciec Józefa, posła, i Wincentego.
Była marszałkiem sejmików przedsejmowych ziemi halickiej w latach 1720 i 1722. Był posłem ziemi halickiej na sejmy lat: 1720, 1722, 1724, 1726, 1728, 1729, 1732, sejm konwokacyjny 1733 roku. Był członkiem konfederacji generalnej zawiązanej 27 kwietnia 1733 roku na sejmie konwokacyjnym. Jako deputat i poseł na sejm elekcyjny z ziemi halickiej podpisał pacta conventa Stanisława Leszczyńskiego w 1733 roku. Poseł województwa bracławskiego na sejm 1730 roku.
W latach (1735–1744) był wojewodą Smoleńska, w latach (1744–1756) wojewoda Kijowa, od 1756 wojewoda Poznania.
Odznaczony Orderem Orła Białego 3 sierpnia 1742 roku.